# George Brown
Sir George Brown (Elgin, 3 luglio 1790 – 27 agosto 1865) è stato un generale inglese del British Army, che si distinse nella guerra d'indipendenza spagnola e nella guerra di Crimea.

## Biografia
George Brown nacque e fu educato ad Elgin in Scozia. Ottenne il brevetto di ufficiale nel 43º Reggimento di fanteria leggera del Monmouthshire (poi 1º Battaglione di fanteria leggera dell'Oxfordshire e Buckinghamshire) nel 1806, e fu promosso tenente pochi mesi dopo. Prestò servizio attivo per la prima volta nel mar Mediterraneo e, durante le guerre napoleoniche, a Copenaghen tra il 1806 e il 1807. Il 43º Reggimento fu uno dei primi ad arrivare in Spagna quando scoppiò la guerra d'indipendenza spagnola, e Brown fu a Vimeiro e nella ritirata di La Coruña.
In seguito, nel 1809, fu formata la famosa Divisione leggera, e con il generale Robert Craufurd (1764-1812) fu presente a tutte le azioni del 1810-1811, venendo gravemente ferito a Talavera. Fu quindi promosso capitano e frequentò lo Staff College a Great Marlow finché, alla fine del 1812, non ritornò in Spagna come capitano dell'85º Reggimento. Con esso servì sotto il maggior generale lord Aylmer a Nivelle e Nive, riuscendo ad ottenere, grazie alla sua condotta, il grado di maggiore.
L'85º Reggimento fu poi impiegato, al comando del generale Robert Ross (1766-1814) nella Guerra anglo-americana e Brown, che fu ferito gravemente nella battaglia di Bladensburg (24 agosto 1814), fu promosso tenente colonnello. All'età di venticinque anni, con un brillante curriculum militare, ricevette un incarico nelle Royal Horse Guards e rimase a Londra per più di venticinque anni in varie posizioni dello stato maggiore. Fu promosso colonnello e cavaliere dell'Ordine reale guelfo nel 1831 e nel 1852 arrivò al grado di tenente generale e alla onorificenza di cavaliere commendatore dell'Ordine del bagno. Nel 1850 fu nominato Adjutant-General to the Forces  ma, dopo la nomina di lord Hardinge al posto di comandante in capo, Brown lasciò le Horse Guards nel 1853.
Nel 1854, con la guerra di Crimea, George Brown fu nominato comandante della Divisione leggera, che condusse in azione e guidò sul campo in base ai principi della guerra d'indipendenza spagnola. Pur conservando la più stretta disciplina a un grado tale da venir criticato, si fece amare dai suoi uomini. Ad Alma il suo cavallo fu ucciso mentre lo montava; ad Inkerman fu ferito mentre guidava gli Zuavi francesi. L’anno seguente, quando fu decisa una spedizione contro Kerč' e le linee di comunicazione russe, Brown ebbe il comando del contingente britannico. Fu rimandato in patria come invalido il giorno della morte di lord Raglan.
Dal marzo 1860 al marzo 1865 fu nominato comandante in capo dell'Irlanda. Alla sua morte, nel 1865, era generale e cavaliere di gran croce dell'Ordine del Bagno.

### Titoli onorari
- Colonnello del 7º Reggimento di fanteria del Derbyshire (1854-1855)
- Colonnello del 32º Reggimento di fanteria (leggera) della Cornovaglia (1863-1865)
- Colonnello del 77º Reggimento di fanteria del Middlesex dell'est (1851-1854)
- Colonnello in capo della Brigata dei fucilieri del Principe consorte (1863-1865)